# Callie Reitz
Carel Godfried „Calie” Reitz (ur. 20 lutego 1927 w Pretorii, zm. 26 sierpnia 2016 tamże) – południowoafrykański zapaśnik walczący w stylu wolnym. Dwukrotny olimpijczyk. Czwarty w Londynie 1948 i szósty w Helsinkach 1952. Walczył w kategorii do 79 kg.
Brązowy medalista igrzysk Imperium Brytyjskiego w 1950 roku.

## Letnie Igrzyska Olimpijskie 1948
| Konkurencja      | Rundy eliminacyjne  | Rundy eliminacyjne  | Rundy eliminacyjne  | Rundy eliminacyjne     | Klas. końcowa |
| Konkurencja      | Przeciwnik I        | Przeciwnik II       | Przeciwnik III      | Przeciwnik IV          | Miejsce       |
| ---------------- | ------------------- | ------------------- | ------------------- | ---------------------- | ------------- |
| 79 kg styl wolny | Abbas Ahmad (EGY) Z | Anton Vogel (AUT) Z | Erik Lindén (SWE) P | Paavo Sepponen (FIN) Z | 4.            |

## Letnie Igrzyska Olimpijskie 1952
| Konkurencja      | Rundy eliminacyjne   | Rundy eliminacyjne    | Rundy eliminacyjne   | Rundy eliminacyjne    | Klas. końcowa |
| Konkurencja      | Przeciwnik I         | Przeciwnik II         | Przeciwnik III       | Przeciwnik IV         | Miejsce       |
| ---------------- | -------------------- | --------------------- | -------------------- | --------------------- | ------------- |
| 79 kg styl wolny | Pio Chirinos (VEN) Z | Felix Neuhaus (SUI) Z | Haydar Zafer (TUR) P | György Gurics (HUN) P | 6.            |